# Beaufou
Beaufou – miejscowość i gmina we Francji, w regionie Kraj Loary, w departamencie Wandea.
Według danych na rok 1990 gminę zamieszkiwało 968 osób, a gęstość zaludnienia wynosiła 33 osób/km² (wśród 1504 gmin Kraju Loary Beaufou plasuje się na 590. miejscu pod względem liczby ludności, natomiast pod względem powierzchni na miejscu 300.).